# Coalville (Utah)
Coalville je správní město okresu Summit County ve státě Utah. K roku 2000 zde žilo 1 382 obyvatel. S celkovou rozlohou 8,4 km² byla hustota zalidnění 186,8 obyvatel na km².